# Actaea heracleifolia
Actaea heracleifolia är en ranunkelväxtart som först beskrevs av Vladimir Leontjevitj Komarov, och fick sitt nu gällande namn av J. Compton. Actaea heracleifolia ingår i släktet trolldruvor, och familjen ranunkelväxter. Inga underarter finns listade i Catalogue of Life.

## Bildgalleri

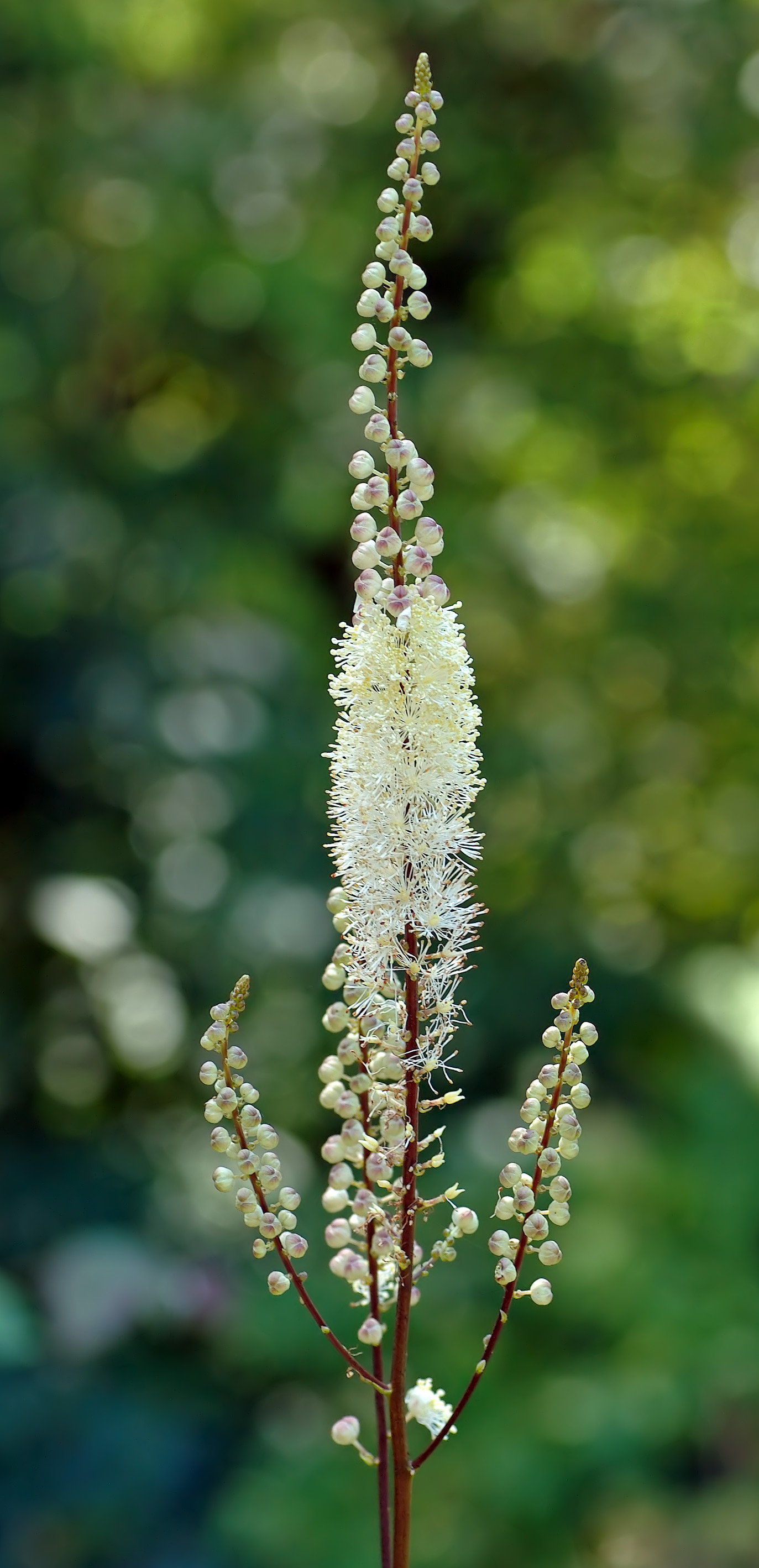